# Kapadohány
A kapadohány  (latinul Nicotiana rustica Lin.), a Nicotiana növénynemzetség egyik fajának  friss leveleiből készült mezőgazdasági termék. A kapadohány a második leggyakoribb a közönséges dohány (Nicotiana tabacum) után, ám utóbbinál kisebb termetű és akár 9-szer magasabb a nikotintartalma.

## Egyéb nevei
Közismert neve még az azték dohány vagy erős dohány. Oroszul mahorka. 

## Elterjedése
Az amerikai kontinensről származik. Egyes források szerint  őshazája az Amerikai Egyesült Államok délnyugati része és Mexikó, valamint Dél-Amerika egyes területei. Más forrás szerint Észak-Amerika keleti részéről származik.
Ausztráliában a “Nicotiana benthamiana” és a “Nicotiana gossei” az őshonos dohányfajták közé tartoznak; bizonyos területeken az őslakosok még mindig használják ezeket. A “Nicotiana rustica” az ismert dohány fajták közül a leghatásosabb törzs; dohánypor vagy rovarirtó szerek gyártására általánosan használják.

## Leírása
Magassága 60 – 120 cm. Felső leveleinek hónaljában oldalhajtások erednek.

## Képgaléria

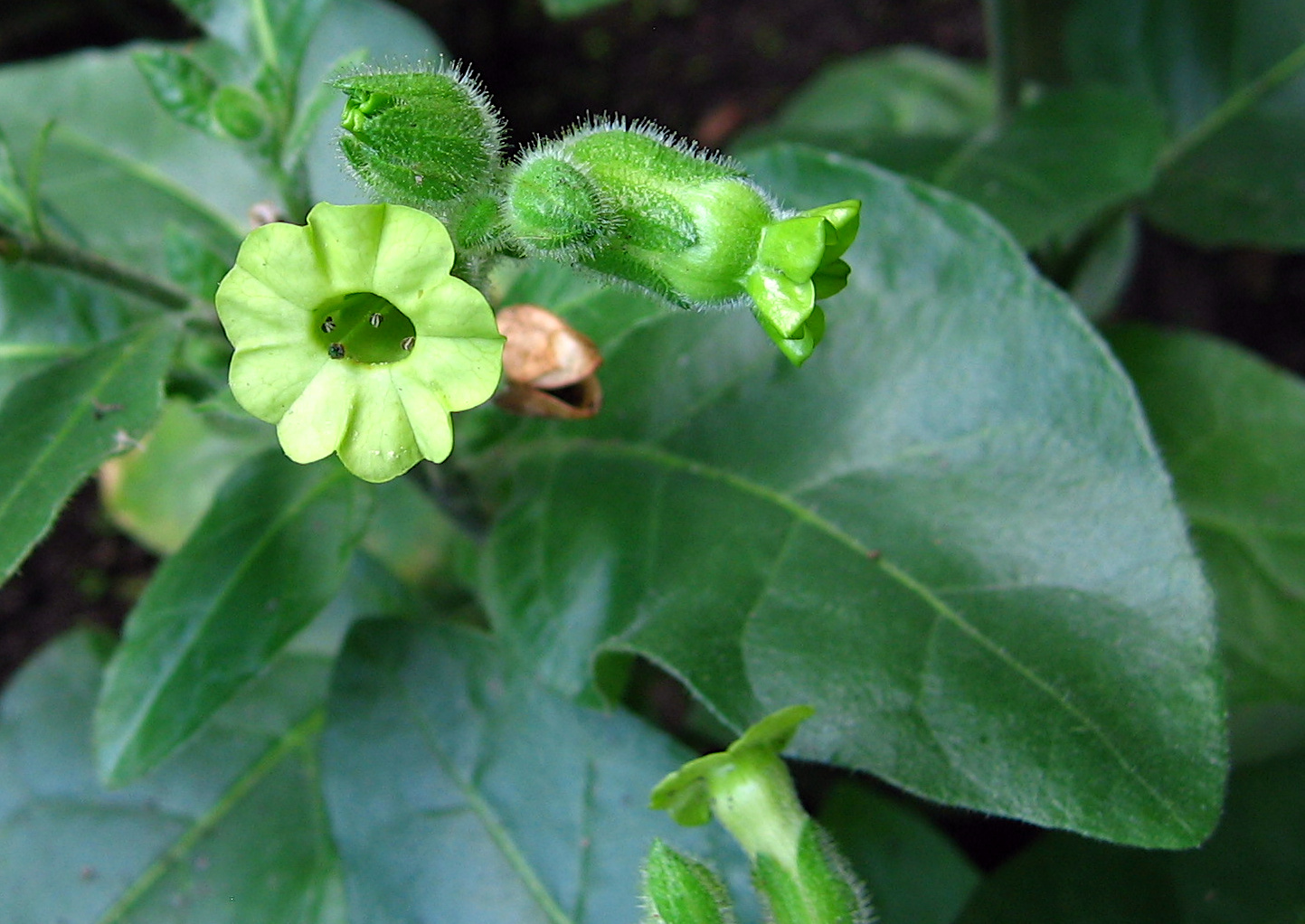
Nicotiana rustica Solanaceae
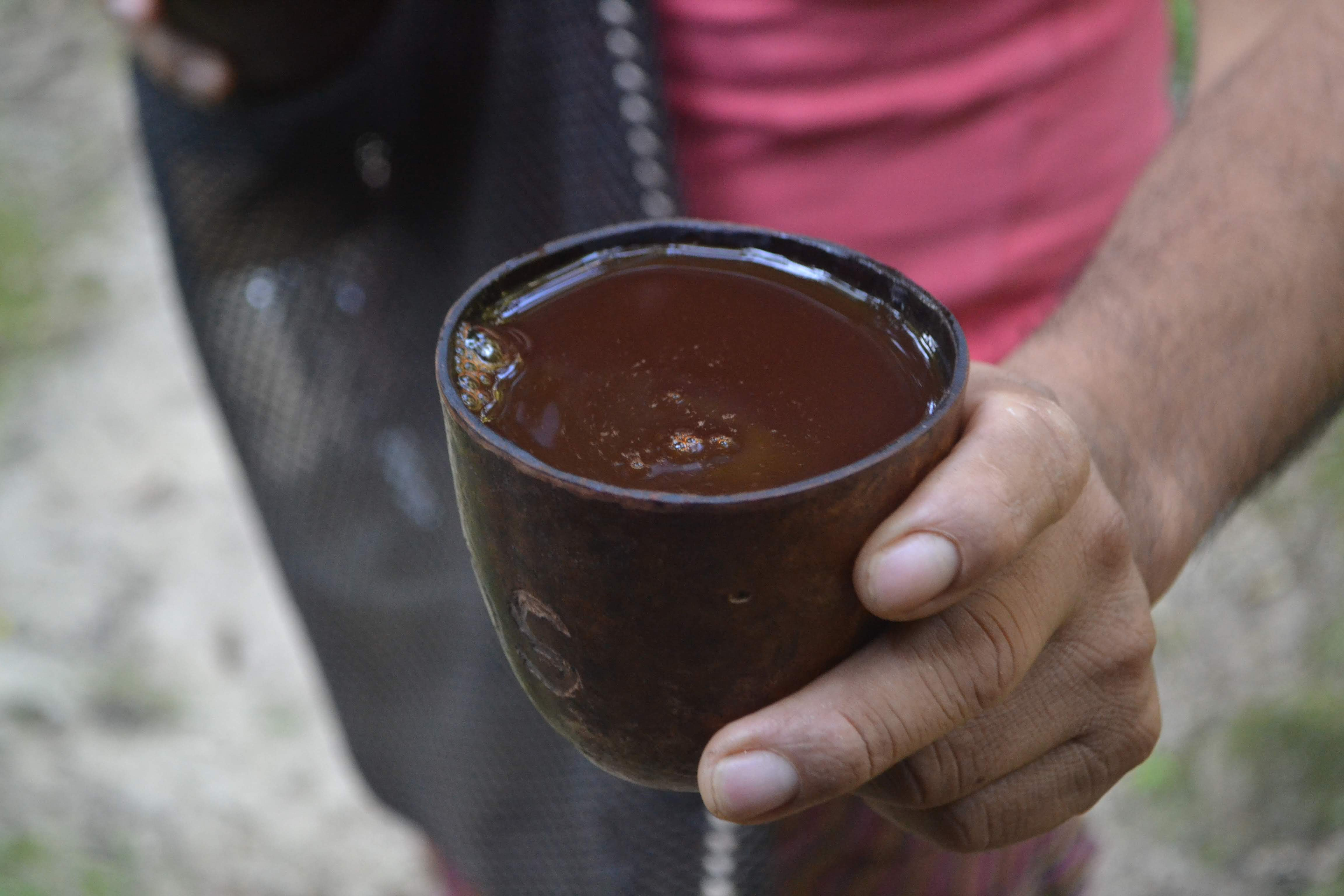
Jugo de tabaco negro amazónico
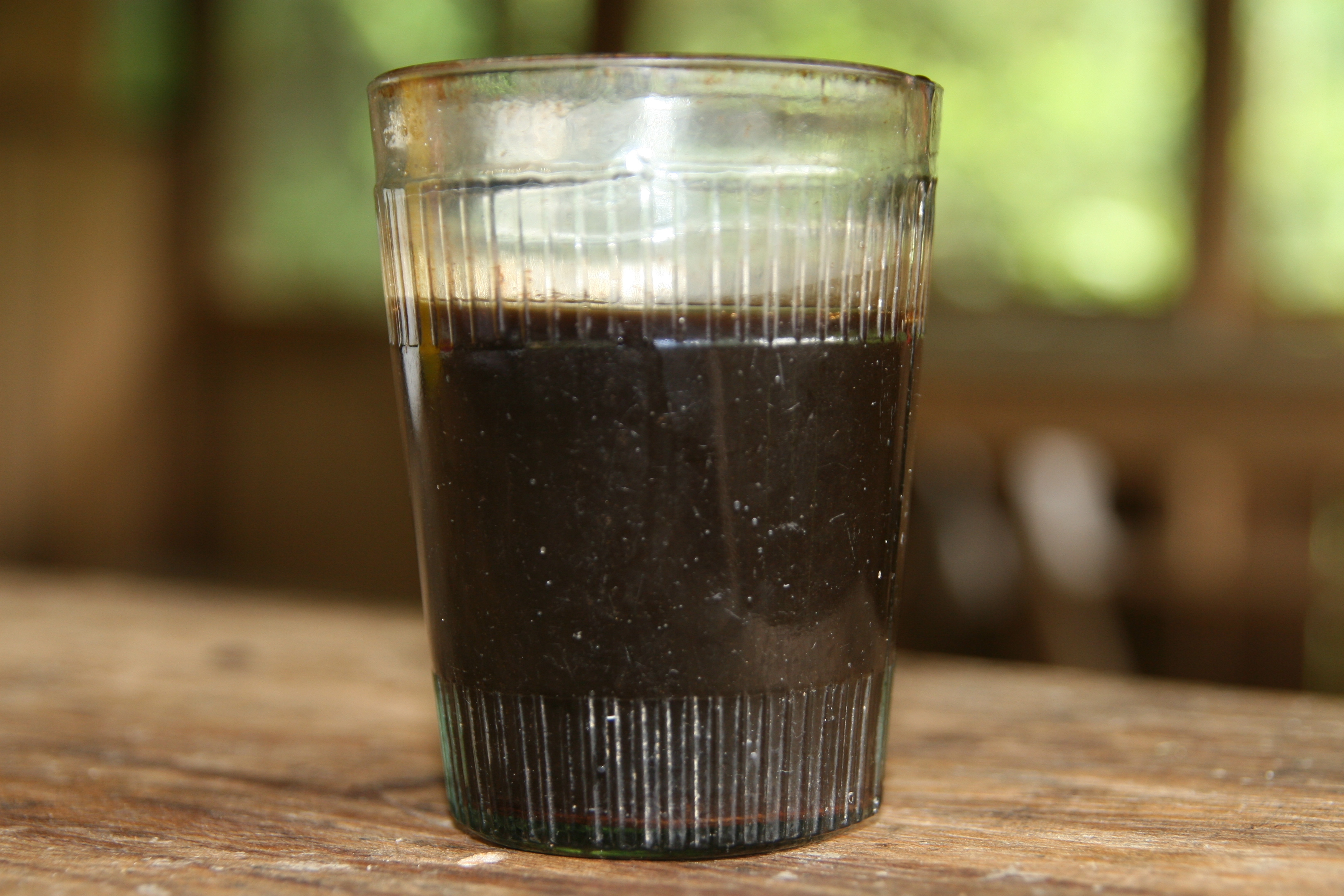
Mapacho főzet
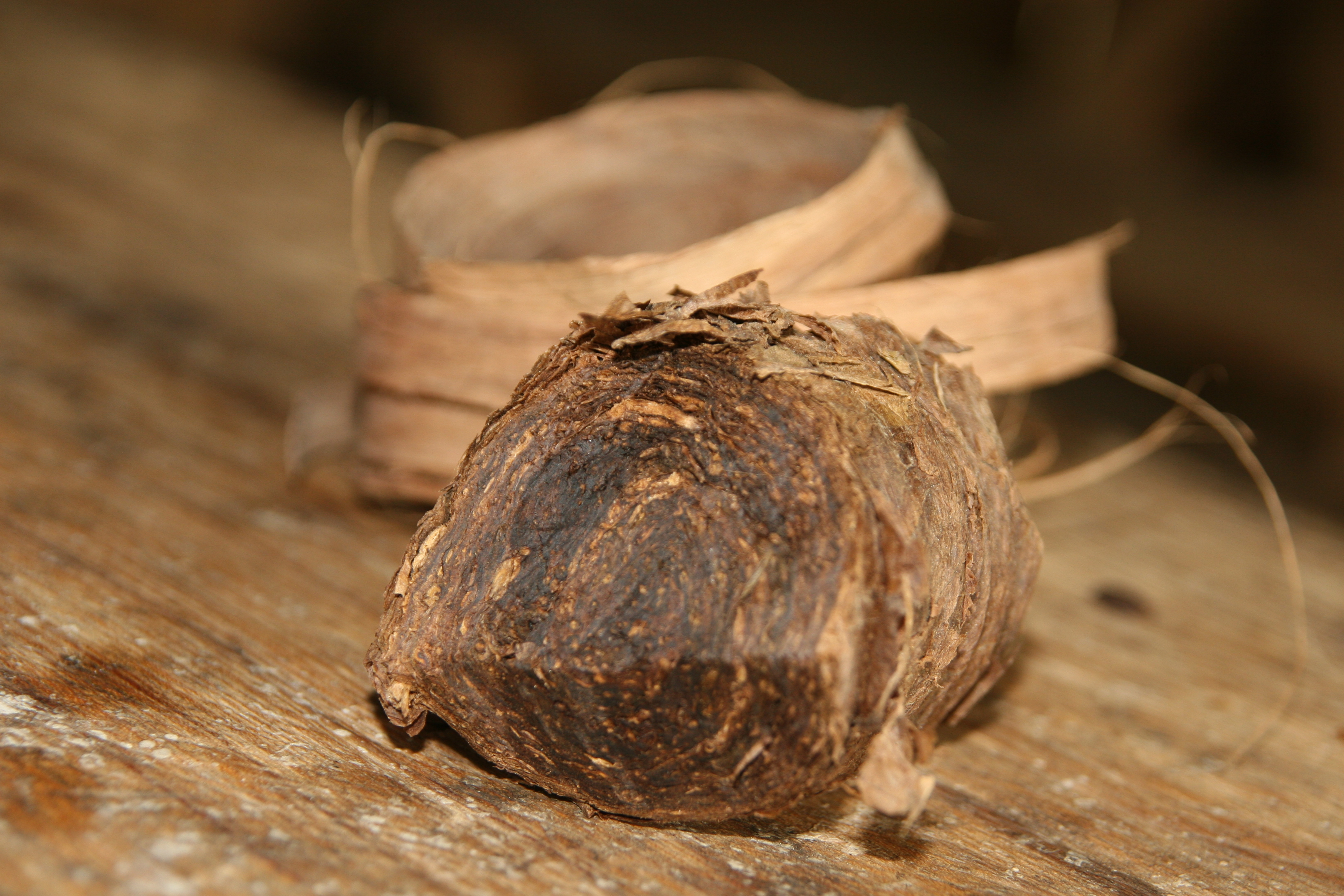
Rollo cortado mapacho
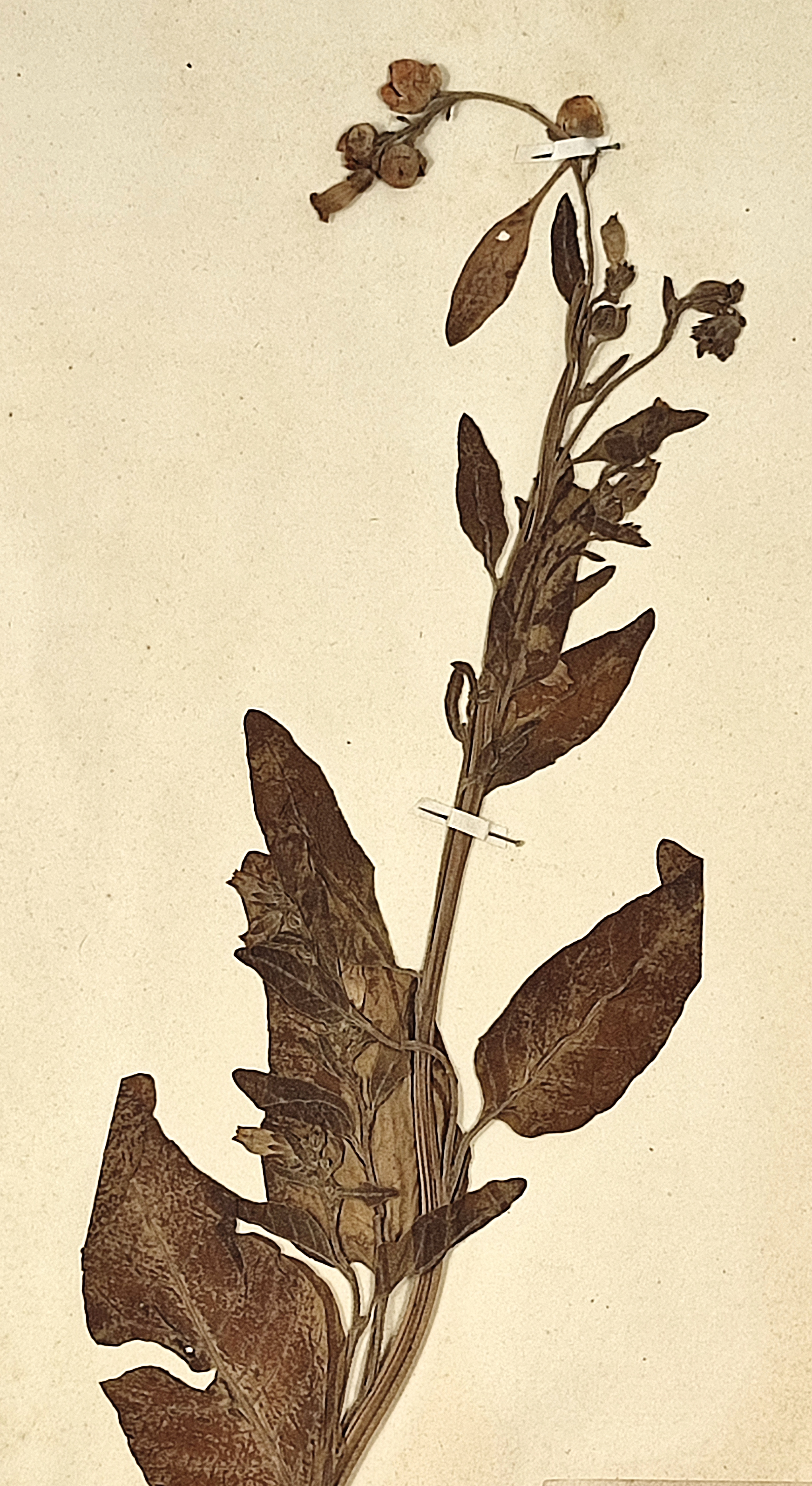
A virágzat részlete
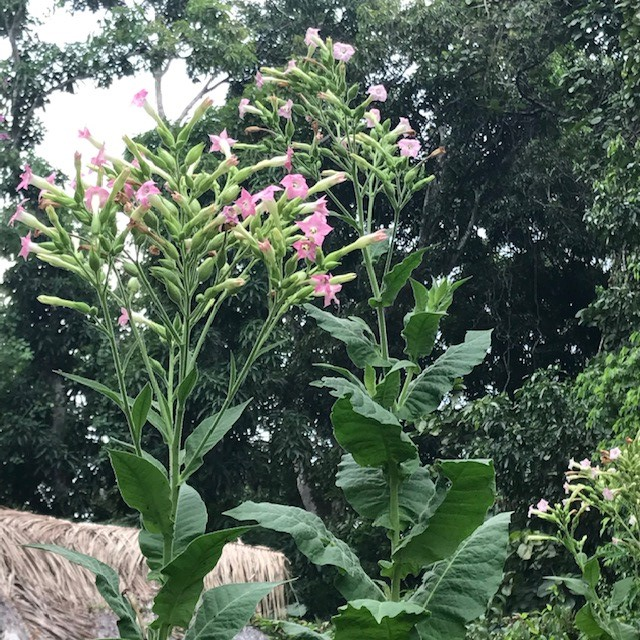
A dohánynövény virágjai